# Charitesien
Die Charitesien (altgriechisch Χαριτήσια Charitēsia, lateinisch Charitesia) waren eine in Orchomenos zu Ehren der Chariten abgehaltene Mysterienfeier, deren Inhalt nicht überliefert ist. Im Rahmen der Feierlichkeiten wurden primär musikalische und dramatische Agone abgehalten, die auch eine athletische Komponente aufwiesen und wahrscheinlich als Konkurrenz zu den bekannteren Museien in Thespiai entstanden sind. Die Agone wurden wahrscheinlich im Theater neben dem Heiligtum der Chariten abgehalten. Inschriftlich sind die Charitesien durch drei Siegerlisten aus dem frühen 1. Jahrhundert v. Chr. bezeugt. Die Charitesien standen in engem Zusammenhang mit den ebenfalls in Orchomenos abgehaltenen Homoloien.